# Lidice
Lidice (alemany: Liditz) és un poble del districte de Kladno de la República Txeca, a 22 quilòmetres al nord-oest de Praga. Es construeix a prop del lloc del poble anterior amb el mateix nom, que va ser completament destruït el juny de 1942 per ordres d'Adolf Hitler i del Reichsführer-SS Heinrich Himmler en represàlia per l'assassinat del protector del Reich Reinhard Heydrich.
El poble es menciona per primer cop per escrit el 1318. Després de la industrialització de la zona, molta de la seva gent treballava en mines i fàbriques a les ciutats veïnes de Kladno i Slaný.
Lidice va ser escollida com a objectiu de represàlies arran de l'assassinat de Reinhard Heydrich, perquè els seus residents eren sospitosos d'haver acollit partidaris de la resistència local i van estar falsament associats amb membres de l'equip de l'Operació Antropoide. En total, unes 340 persones de Lidice van ser assassinades a causa de la represàlia alemanya (192 homes, 60 dones i 88 nens). El poble de Lidice va ser incendiat i les restes dels edificis destruïdes amb explosius. Un cop acabada la guerra, només 153 dones i 17 nens hi van tornar. Van ser reallotjats en el nou poble de Lidice que es va construir amb vistes al lloc original, construït amb diners recaptats en una la campanya iniciada per Sir Barnett Stross al Regne Unit. La primera part del nou poble es va acabar el 1949.
El 1943, el compositor txec Bohuslav Martinů va escriure l'obra musical Memorial to Lidice.

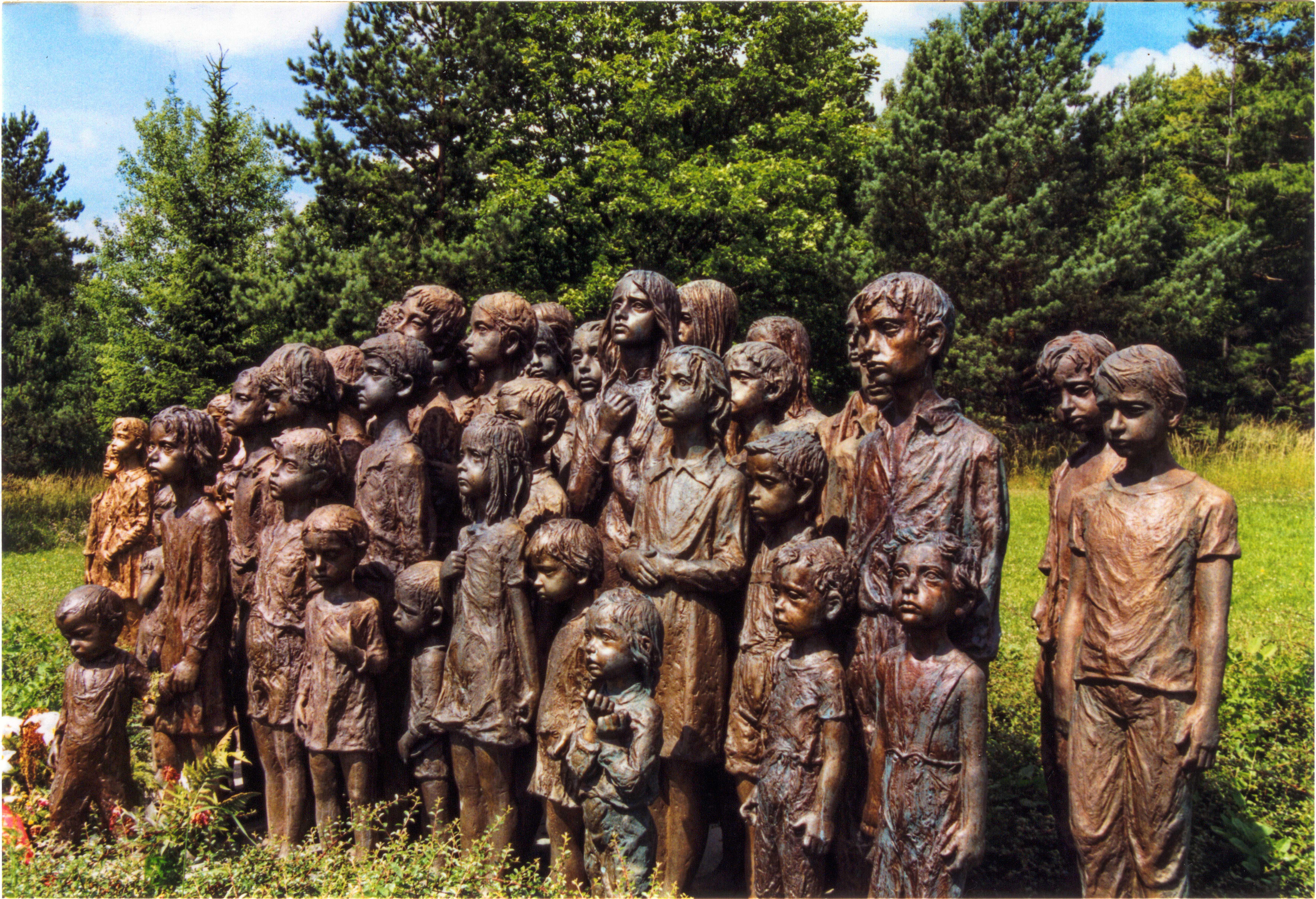
Escultura de Marie Uchytilová & Jiří V. Hampl als nens assassinats a Lidice